# سیارک ۲۳۱۱۳
سیارک ۲۳۱۱۳ (به انگلیسی: 23113 Aaronhakim، نامگذاری:2000AE13) بیست و سه هزار و صد و سیزدهمین سیارک کشف شده‌است که در ۳ ژانویه ۲۰۰۰ کشف شد.
قدر مطلق سیارک برابر ۱۷.۰ است.